# 이소라의 두 번째 프로포즈
이소라의 두 번째 프로포즈는 2011년 4월 26일부터 2012년 8월 7일까지 방송했던 KBS joy의 음악 전문 프로그램이다.

## 진행
- 이소라

## 방영 목록

### 2011년
| 회차 | 방송일    | 출연자                                                                     |
| ---- | --------- | -------------------------------------------------------------------------- |
| 1회  | 4월 26일  | 김태우, 팀, 엄기준, 이승환 (깜짝 손님 이루마, 이병진, 스윗소로우 )         |
| 2회  | 5월 3일   | 핸섬피플, 임형주, 김장훈                                                   |
| 3회  | 5월 10일  | SG 워너비, 송선미, 이현우                                                  |
| 4회  | 5월 17일  | 이정, 정인, 박재범                                                         |
| 5회  | 5월 24일  | 휘성, 이루, 노브레인                                                       |
| 6회  | 5월 31일  | 서영은, 엠투엠, M4 (김원준, 이세준, 배기성, 최재훈)                        |
| 7회  | 6월 14일  | 장재인, 배다해, 이승열, 한대수, 윤종신, 정준일, 조정치                     |
| 8회  | 6월 21일  | 이지영, 임정희, 강산에                                                     |
| 9회  | 6월 28일  | 장기하와 얼굴들, 옥상달빛, 10cm                                            |
| 10회 | 7월 5일   | 김범수, 원 모어 찬스, 요조, 세렝게티                                       |
| 11회 | 7월 12일  | 김정원, 화요비, 박아셀, W & Whale                                          |
| 12회 | 7월 19일  | 나비, 디어 클라우드, 스텔라박, 들국화 리메이크 프로젝트(MOT, 몽니, 김바다) |
| 13회 | 7월 26일  | 옥주현, 김현중, 소울 다이브                                                |
| 14회 | 8월 2일   | 린, 장혁, 류승수, J                                                        |
| 15회 | 8월 9일   | 김세황, 오지은, 유해인, 이은미                                             |
| 16회 | 8월 16일  | 타루, 정재범 (정성호), 김세아 (이소다), JK 김동욱 (ZEBRA)                  |
| 17회 | 8월 23일  | 데이브레이크, 카이, 타카피, 크라잉넛                                       |
| 18회 | 8월 30일  | 바바라, 이한철, 박완규, 부활                                               |
| 19회 | 9월 6일   | 윈디시티, 바다, 마야                                                       |
| 20회 | 9월 13일  | 몽니, 다비치, BMK                                                          |
| 21회 | 9월 20일  | 검정치마, 버벌 진트, 김창완 밴드, 김연우                                   |
| 22회 | 9월 27일  | 라이너스의 담요, 신윤철, 아트오브파티스                                    |
| 23회 | 10월 4일  | 브라운아이드소울 성훈, 조규찬, 하림                                        |
| 24회 | 10월 11일 | 토마스쿡, 이바디, 지브라, 델리스파이스                                     |
| 25회 | 10월 18일 | 김장훈 스페셜 (특별 손님 이문세)                                           |
| 26회 | 11월 8일  | 정엽, 톡식, 지브라, 이승환                                                 |
| 27회 | 11월 15일 | 타블로 스페셜 (특별 손님 태양, 봉태규, 진실, 얀키, 범키)                   |
| 28회 | 11월 22일 | 라즈베리필드, 지브라, 알리, 김경호                                         |
| 29회 | 11월 29일 | 자우림, 소울스타, 지브라, 김조한                                           |
| 30회 | 12월 6일  | 박기영, 지브라, 노을, 손호영                                               |
| 31회 | 12월 13일 | POE, 박신양, 지브라, 김연우                                                |
| 32회 | 12월 20일 | 김범수, 김세아 (이소다), 옥상달빛, 지브라                                  |
| 33회 | 12월 27일 | 다이나믹 듀오, 지브라, 포맨, 미, YB                                        |

### 2012년
| 회차 | 방송일   | 출연자                                                                  |
| ---- | -------- | ----------------------------------------------------------------------- |
| 34회 | 1월 3일  | BoM, 팀, 지브라, 김종서                                                 |
| 35회 | 1월 10일 | 애즈원, 소울다이브, 지브라, 정준일                                      |
| 36회 | 1월 17일 | 윤손하 & 우쿨렐레 피크닉, 이병진, 아이유, 이루마                        |
| 37회 | 1월 24일 | 김보경, 홍경민, 크라잉넛, 갤럭시 익스프레스                             |
| 38회 | 1월 31일 | 랄라스윗, 박주원 & 최백호, 리아                                         |
| 39회 | 2월 7일  | 포커스 (박학기, 박승화, 강인봉, 이동은), 자전거 탄 풍경, 장재인, 동물원 |
| 40회 | 2월 14일 | 이영현, 바바라, 장재인, 박원                                            |
| 41회 | 2월 21일 | 이현, 클래지, 더 칵스 이현송, 이승열                                    |
| 42회 | 2월 28일 | 빨간 우체통, 스윗소로우, 이병진, 에반                                   |
| 43회 | 3월 6일  | 백두산, 이병진, 박승화, 백청강                                          |
| 44회 | 3월 13일 | 이상은, 소울하모니, 컬투                                                |
| 45회 | 3월 20일 | M4, 지현우, 이병진, 더 칵스                                             |
| 46회 | 3월 27일 | 박재범, 박지윤, 이병진, 박완규                                          |
| 47회 | 4월 3일  | 존 박, 이병진, 변재원, 린                                               |
| 48회 | 4월 10일 | 샤이니, 하하, 타우, 김그림, 이병진, 알리                                |
| 49회 | 4월 17일 | 신효범, 이병진, 김형석, 나윤권, 장나라, 알렉스                          |
| 50회 | 4월 24일 | MC 스나이퍼, 허각, 이병진, 지브라, 김조한                               |
| 51회 | 5월 1일  | 신대철, 게이트플라워즈, 이병진, 노브레인, 브로큰발렌타인, 톡식          |
| 52회 | 5월 8일  | 박기영, 이병진, 미, 포맨, 어반자카파                                    |
| 53회 | 5월 15일 | 김창완 밴드, 스피카, 이병진, 자두                                       |
| 54회 | 5월 22일 | 신치림, 소녀시대 태티서, 이병진, 백청강                                 |
| 55회 | 5월 29일 | 타루, 정인, 오지은, 소이, 이랑, 나인, 린                                |

## 같이 보기
- 이소라의 프로포즈 - 1996년 ~ 2002년, 2011년 ~ 2012년
- 노영심의 작은음악회 - 1992년 ~ 1994년
- 이문세쇼 - 1995년 ~ 1996년
- 윤도현의 러브레터 - 2002년 ~ 2008년
- 이하나의 페퍼민트 - 2008년 ~ 2009년
- 유희열의 스케치북 - 2009년 ~ 현재

## 잔지식
- 7회의 경우 진행자인 이소라가 《나는 가수다》 출연과 병행하고 있었기 때문에 과로로 녹화에 참여하지 못해 당시 게스트로 출연하려던 김제동이 대신 MC를 맡았다. 이소라측에서 재녹화를 제안하였으나 건강상의 문제로 재녹화에도 참여하지 못하고 출연자인 윤종신이 MC를 보게 되었다. 하지만 방송 초기에 타 MC가 진행하는 방송을 내보내면 프로그램 정체성이 흔들린다고 판단하여, 결국 6월 7일은 재방송으로 대체하고 7회는 6월 14일에야 방영되었다. 또한 김제동과 윤종신이 진행했던 녹화된 방송 분은 여름 쯤에 특집 편성으로 내보낼 예정이라고 제작진은 밝혔다.[3]
- 10회에서는 나는 가수다에 같이 출연한 적 있는 김범수가 출연하여, 이소라가 자신의 첫사랑이라고 밝힌 바 있다. 또, 이소라와 김범수는 《나는 가수다》에서 중간 평가 때 선보였던 〈행복을 주는 사람〉을 듀엣으로 다시 부르기도 하였다.[4]
- 21회에서는 김연우가 이소라를 대신해 특별 MC를 맡아 진행한 바 있다.